# Алькала-де-Гурреа
Алькала-де-Гурреа (ісп. Alcalá de Gurrea) — муніципалітет в Іспанії, у складі автономної спільноти Арагон, у провінції Уеска. Населення — 282 особи (2009).
Муніципалітет розташований на відстані близько 310 км на північний схід від Мадрида, 24 км на захід від Уески.
На території муніципалітету розташовані такі населені пункти: (дані про населення за 2009 рік)
- Алькала-де-Гурреа: 252 особи
- Тормос: 26 осіб

## Демографія
Динаміка населення (INE ):

## Галерея зображень

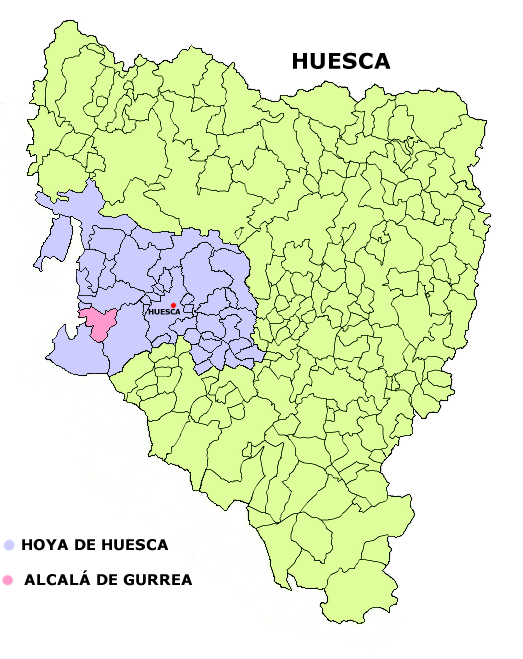
Розташування муніципалітету